# Shorea revoluta
Shorea revoluta (tiếng Anh thường gọi là Light Red Meranti) là một loài thực vật thuộc họ Dipterocarpaceae. Loài này có ở Brunei và Malaysia.